# Jesse Plemons
Jesse Plemons est un acteur américain, né le 2 avril 1988 à Dallas (Texas).
Il est notamment connu pour ses rôles dans les séries télévisées Friday Night Lights et Breaking Bad.
Il obtient le prix d’interprétation au Festival de Cannes 2024 pour son triple rôle dans Kinds of Kindness.

## Biographie

### Jeunesse et formation
Jesse Lon Plemons naît le 2 avril 1988 à Dallas, au Texas. Il grandit à Mart dans le même État.
Sa carrière commence par une publicité Coca-Cola, à l'âge de 3 ans.

### Carrière

#### Débuts précoce et révélation télévisuelle
Après des débuts au cinéma, à l'âge de 10 ans — dans les films American Boys de Brian Robbins et De si jolis chevaux de Billy Bob Thornton, Jesse Plemons participe à diverses séries télévisées : Walker, Texas Ranger et Sabrina, l'apprentie sorcière. Puis il enchaîne avec la comédie sportive Magic Baskets de John Schultz en 2002, aux côtés de Bow Wow et de Jonathan Lipnicki, qui lui donne son premier rôle parlant.
Entre 2003 et 2006, il est présent dans les films Children on Their Birthdays de Mark Medoff et When Zachary Beaver Came to Town de John Schultz, puis il progresse[Quoi ?] dans des séries télévisées plus exposées, comme Amy, Les Experts ou encore Grey's Anatomy.

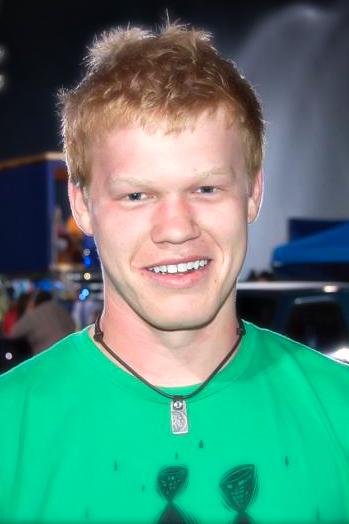
Jesse Plemons en 2007, à l'époque de son rôle dans Friday Night Lights

En 2006, il décroche son premier rôle régulier, celui de Landry Clarke, meilleur ami d'une jeune recrue de l'équipe de football américain de son école, dans la série dramatique Friday Night Lights. Acclamé par la critique, le programme est adapté du film de même nom, réalisé par Peter Berg pour la chaîne NBC, et lance une poignée de jeunes acteurs. Les audiences sont insuffisantes, mais les critiques sont excellentes, et la série s'étend sur cinq saisons ; Plemons en est l'un des rares acteurs à apparaître régulièrement durant les quatre premières saisons.
À la fin de la série, en 2012, on le retrouve dans une autre série, la comédie Bent, qui se révèle un échec commercial et ne dépasse pas six épisodes sur NBC. Il rejoint alors une série déjà installée, Breaking Bad, qui entre alors dans sa cinquième saison. Son personnage, récurrent dans la première partie, revient régulièrement dans les derniers épisodes diffusés en 2013, et le place comme un acteur à suivre, par une prestation inquiétante d’homme de main combinant douceur apparente et violence naturelle.
Parallèlement, il parvient à se glisser vers le grand écran.

#### Passage au cinéma et confirmation télévisuelle
En 2012, Peter Berg lui confie d'abord un second rôle dans le blockbuster Battleship, mené par son ancien partenaire de Friday Night Lights, Taylor Kitsch. Si le long métrage est un échec critique et commercial, Jesse Plemmons parvient aussi à participer au drame psychologique The Master de Paul Thomas Anderson.
Il enchaîne avec d'autres réalisateurs prestigieux : en 2014, il fait partie de la distribution du western The Homesman, mis en scène par Tommy Lee Jones, et apparaît dans deux épisodes de la mini-série Olive Kitteridge, réalisée par Lisa Cholodenko.
L'année 2015 est riche : il est dirigé par Stephen Frears dans la biographie sportive The Program, où il prête ses traits à Floyd Landis ; puis donne la réplique à Johnny Depp dans le thriller Strictly Criminal. Enfin, il tient un second rôle dans le thriller historique Le Pont des espions de Steven Spielberg.
Mais c'est bien à la télévision qu'il parvient encore à se distinguer : il forme en effet un couple ordinaire avec Kirsten Dunst, dans la seconde saison de l'acclamée série anthologique Fargo.
En 2016, il décroche son premier rôle principal au cinéma : le film indépendant Other People, écrit et réalisé par Chris Kelly, est dévoilé à Sundance. Cette production de Judd Apatow lui donne la possibilité de partager l'affiche avec Molly Shannon.
L'année suivante, il fait partie de la distribution entourant la star Tom Cruise dans le thriller Barry Seal: American Traffic de Doug Liman. Il tourne également dans le western Hostiles de Scott Cooper où il donne la réplique à Christian Bale et Rosamund Pike ; mais également dans le thriller politique Pentagon Papers de Steven Spielberg où il joue aux côtés de grands noms comme Meryl Streep et Tom Hanks et où il retrouve un autre acteur de la série Breaking Bad comme Bob Odenkirk.
En 2018, il joue le rôle du narrateur dans le film biographique Vice d'Adam McKay ainsi qu'un second rôle dans la comédie d'action Game Night face à Rachel McAdams et Jason Bateman.
En 2019, il est de la prestigieuse distribution du film The Irishman de Martin Scorsese où il donne la réplique à des légendes du cinéma comme Robert De Niro, Al Pacino, Joe Pesci ou encore Harvey Keitel. Mais il reprend également son rôle de Todd Alquist dans le film spin-off de Breaking Bad intitulé El Camino : Un film Breaking Bad.
En 2020, il incarne le rôle principal masculin du thriller Je veux juste en finir de Charlie Kaufman aux côtés de Jessie Buckley.
En 2021, il joue dans le film d'aventures Jungle Cruise de Jaume Collet-Serra aux côtés de Dwayne Johnson et Emily Blunt ; et retrouve le réalisateur Scott Cooper pour le film d'horreur Affamés où il donne la réplique à Keri Russell. Mais il joue également dans le film indépendant The Power of the Dog de Jane Campion aux côtés de Benedict Cumberbatch, Kirsten Dunst et Kodi Smit-McPhee. Sa performance lui vaut sa toute première nomination aux Oscars dans la catégorie du meilleur acteur dans un second rôle.
En 2023, il retrouve Martin Scorsese dans le thriller policier Killers of the Flower Moon où il donne la réplique à Leonardo DiCaprio, Robert De Niro et Lily Gladstone. Il y incarne le rôle de l'agent fédéral Tom White (en) envoyé en Oklahoma pour enquêter sur les meurtres des indiens Osage.
En 2024, après avoir fait une apparition remarquée dans Civil War d'Alex Garland, il joue trois rôles pour trois histoires différentes dans le film à sketches Kinds of Kindness de Yorgos Lanthimos. Ses performances lui permettent de décrocher le prix d'interprétation masculine au Festival de Cannes 2024 et une nomination pour le Golden Globe du meilleur acteur dans un film musical ou une comédie l'année suivante.

### Vie privée
Depuis janvier 2017, Jesse Plemons est fiancé avec l'actrice Kirsten Dunst, avec qui il joue dans la série Fargo et qu'il fréquente depuis mai 2016. Ensemble, ils ont deux fils : Ennis, né le 8 mai 2018, et James, né en septembre 2021. Le couple se marie en juillet 2022 dans un complexe de luxe situé à Ocho Rios en Jamaïque.

## Filmographie
Sauf indication contraire, les informations mentionnées dans cette section peuvent être confirmées par la base de données cinématographiques IMDb,  présente dans la section « Liens externes ».

### Cinéma
- 1998 : Finding North de Tanya Wexler : Hobo
- 1999 : American Boys (Varsity Blues) de Brian Robbins : Tommy Harbor
- 2000 : De si jolis chevaux (All the Pretty Horses) de Billy Bob Thornton : le jeune Grady
- 2002 : Magic Baskets (Like Mike) de John Schultz : Ox
- 2002 : Children on Their Birthdays de Mark Medoff : Preacher Star
- 2003 : The Failures de Tim Hunter : Boe
- 2003 : When Zachary Beaver Came to Town de John Schultz : Jay
- 2008 : The Flyboys de Rocco DeVilliers : un brute
- 2009 : Le Psy d'Hollywood (Shrink) de Jonas Pate : Jesus
- 2009 : Observe and Report de Jody Hill : Charles
- 2010 : Meeting Spencer de Malcolm Mowbray : Spencer West
- 2010 : Happiness Runs d'Adam Sherman : Chad
- 2011 : Paul de Greg Mottola : Jake
- 2012 : Battleship de Peter Berg : Jimmy « Ordy » Ord
- 2012 : The Master de Paul Thomas Anderson : Val Dodd
- 2014 : The Homesman de Tommy Lee Jones : Garn Sours
- 2015 : The Program de Stephen Frears : Floyd Landis
- 2015 : Strictly Criminal (Black Mass) de Scott Cooper : Kevin Weeks
- 2015 : Le Pont des espions (Bridge of Spies) de Steven Spielberg : Joe Murphy
- 2016 : Other People de Chris Kelly : David
- 2017 : The Discovery de Charlie McDowell : Toby
- 2017 : Barry Seal: American Traffic (American Made) de Doug Liman : Shériff Downing
- 2017 : Hostiles de Scott Cooper : Lieutenant Rudy Kidder
- 2017 : Pentagon Papers (The Post) de Steven Spielberg : Roger Clark
- 2018 : Game Night de John Francis Daley et Jonathan Goldstein : Gary Kingsbury
- 2018 : Vice d'Adam McKay : Kurt, le narrateur
- 2019 : The Irishman de Martin Scorsese : Chuckie O'Brien
- 2019 : El Camino : Un film Breaking Bad (El Camino: A Breaking Bad Movie) de Vince Gilligan : Todd Alquist
- 2020 : Je veux juste en finir (I'm Thinking of Ending Things) de Charlie Kaufman : Jake
- 2021 : Jungle Cruise de Jaume Collet-Serra : Prince Joachim de Prusse
- 2021 : The Power of the Dog de Jane Campion : George Burbank
- 2021 : Affamés (Antlers) de Scott Cooper : Paul Meadows
- 2021 : Judas and the Black Messiah de Shaka King : Agent spécial Roy Mitchell
- 2022 : Contrecoups (Windfall) de Charlie McDowell : l'homme d'affaires
- 2023 : Killers of the Flower Moon de Martin Scorsese : Tom White (en)
- 2024 : Civil War d'Alex Garland : le milicien nationaliste qui s'occupe du charnier
- 2024 : Kinds of Kindness de Yórgos Lánthimos : Robert / Daniel / Andrew
- 2025 : Bugonia de Yórgos Lánthimos : Teddy

### Télévision

#### Séries télévisées
- 2000 : Walker, Texas Ranger : Russell, Jr (saison 8, épisode 20)
- 2001 : Sabrina, l'apprentie sorcière (Sabrina, the Teenage Witch) : Un adolescent (saison 6, épisode 1)
- 2001 : Le Protecteur (The Guardian) : Lawrence Neal (saison 1, épisode 3)
- 2003 : Amy (Judging Amy) : James Franklin (saison 4, épisode 23)
- 2003 : Expert Witness de John McNaughton :
- 2003 : The Lyon's Den (en) : Ray Ferris (saison 1, épisode 2)
- 2004 : Les Experts (CSI: Crime Scene Investigation) : Owen Durbin (saison 5, épisode 2)
- 2004 : Huff : Dawson James (saison 1, épisode 8)
- 2006 : NCIS : Enquêtes spéciales (NCIS) : Jason Geckler (saison 3, épisode 13)
- 2006 : Grey's Anatomy : Jake Burton (saison 2, épisode 18)
- 2006 - 2011 : Friday Night Lights : Landry Clarke
- 2008 : Fear Itself : Les Maîtres de la peur (Fear Itself) : Lemmon (saison 1, épisode 1)
- 2009 : Cold Case : Affaires classées (Cold Case) : Ryan Stewart
- 2011 : Childrens Hospital : Jesse (saison 3, épisode 7)
- 2012 : Bent : Gary
- 2012 - 2013 : Breaking Bad : Todd Alquist
- 2014 : Olive Kitteridge de Lisa Cholodenko : Jerry McCarthy
- 2014 : Drunk History : Edgar Allan Poe (saison 2, épisode 4)
- 2015 : Fargo : Ed Blumquist
- 2016 : Drunk History : Charles Ponzi (saison 4, épisode 5)
- 2017 : Black Mirror : Robert Daly (saison 4 épisode 1, saison 7 épisode 6)
- 2017 : No Activity (en) : Angus
- 2023 : Love and Death : Allan Gore
- 2025 : Zero Day : Roger Carlson

## Distinctions
Sauf indication contraire, les informations mentionnées dans cette section peuvent être confirmées par la base de données cinématographiques IMDb,  présente dans la section « Liens externes ».

### Récompenses
- Gold Derby Awards 2009 : meilleure distribution de l'année dans une série télévisée comique pour Friday Night Lights, partagé avec Connie Britton, Kyle Chandler, Gaius Charles, Kim Dickens, Zach Gilford, Minka Kelly, Taylor Kitsch, Brad Leland, D.W. Moffett, Adrianne Palicki, Scott Porter, Jeremy Sumpter, Aimee Teegarden et Janine Turner
- IGN Summer Movie Awards 2013 : meilleur vilain dans une série télévisée dramatique pour Breaking Bad
- Screen Actors Guild Awards 2014 : Meilleure distribution pour une série dramatique pour Breaking Bad
- Festival de Cannes 2024 : prix d’interprétation masculine pour Kinds of Kindness

### Nominations
- Primetime Emmy Awards 2016 : meilleur acteur dans un second rôle dans une mini-série ou un téléfilm pour Fargo
- Independent Spirit Awards 2017 : meilleur acteur pour Other People
- Primetime Emmy Awards 2018 : meilleur acteur dans un second rôle dans une mini-série ou un téléfilm pour Black Mirror: USS Callister
- Saturn Awards 2018 : meilleur artiste invité pour Black Mirror
- Oscars 2022 : meilleur acteur dans un second rôle pour The Power of the Dog
- Golden Globes 2025 : meilleur acteur dans un film musical ou une comédie pour Kinds of Kindness

## Voix francophones
En France, Yoann Sover et Christophe Lemoine sont les voix les plus régulières de Jesse Plemons, l'ayant doublé à six reprises chacun.
En France
| - Yoann Sover dans : - Friday Night Lights (série télévisée) - Le Psy d'Hollywood - Breaking Bad (série télévisée) - Fargo (série télévisée) - El Camino : Un film Breaking Bad - Je veux juste en finir - Christophe Lemoine dans : - Grey's Anatomy (série télévisée) - The Master - Strictly Criminal - Le Pont des espions - Hostiles - Love and Death (mini-série) - Eilias Changuel dans : - Pentagon Papers - Judas and the Black Messiah - Affamés - Franck Lorrain dans : - Game Night - Vice - Contrecoups | - Donald Reignoux dans : - NCIS : Enquêtes spéciales (série télévisée) - The Homesman - Jim Redler dans : - Magic Baskets - The Irishman - Tanguy Goasdoué dans : - Fear Itself (série télévisée) - Jungle Cruise Et aussi - Alexis Pivot dans Le Protecteur (série télévisée) - Juan Llorca dans Battleship - Gilles Morvan dans Paul - Alexis Tomassian dans The Program - Hervé Caffin dans Barry Seal: American Traffic - Alexandre Nguyen dans Cold Case : Affaires classées (série télévisée) - Laurent Pasquier dans Black Mirror (série télévisée) - Damien Boisseau dans The Power of the Dog - Pierre Tessier dans Killers of the Flower Moon - Olivier Benard dans Civil War - Damien Ferrette dans Kinds of Kindness - Félicien Juttner dans Zero Day (mini-série) |